# Ruehleia
Ruehleia là một chi khủng long, được Galton mô tả khoa học năm 2001.